# Buonconvento
Buonconvento település Olaszországban, Toszkána régióban, Siena megyében. Lakosainak száma 2979 fő (2023. január 1.). Buonconvento Asciano, Montalcino, Monteroni d’Arbia, San Giovanni d’Asso és Murlo községekkel határos.

## Fekvése
Ascianótól délnyugatra fekvő település.

## Története
Buonconvento neve a latin bonus conventus-ból származik, melynek jelentése "boldog hely". Nevét 1100-ban említették először. 1313-ban itt halt meg VII. Henrik német-római császár.
A várost (1371-től megkezdett) fal veszi körül. 1559-ig a Sienai Köztársasághoz tartozott, ezután a Toscanai Nagyhercegség része lett.

## Nevezetességek
- Múzeum (Duccio di Buoninsegna, Pietro Lorenzetti, Andrea di Bartolo, Matteo di Giovanni és a többi toszkán festő képei)
- Szent Péter és Pál templom (Santi Pietro e Paolo) - benne található Madonna gyermekével (1450), Matteo di Giovanni freskója a korai 15. századi sienai iskola idejéből.
- Szent Lőrinc-templom

## Galéria

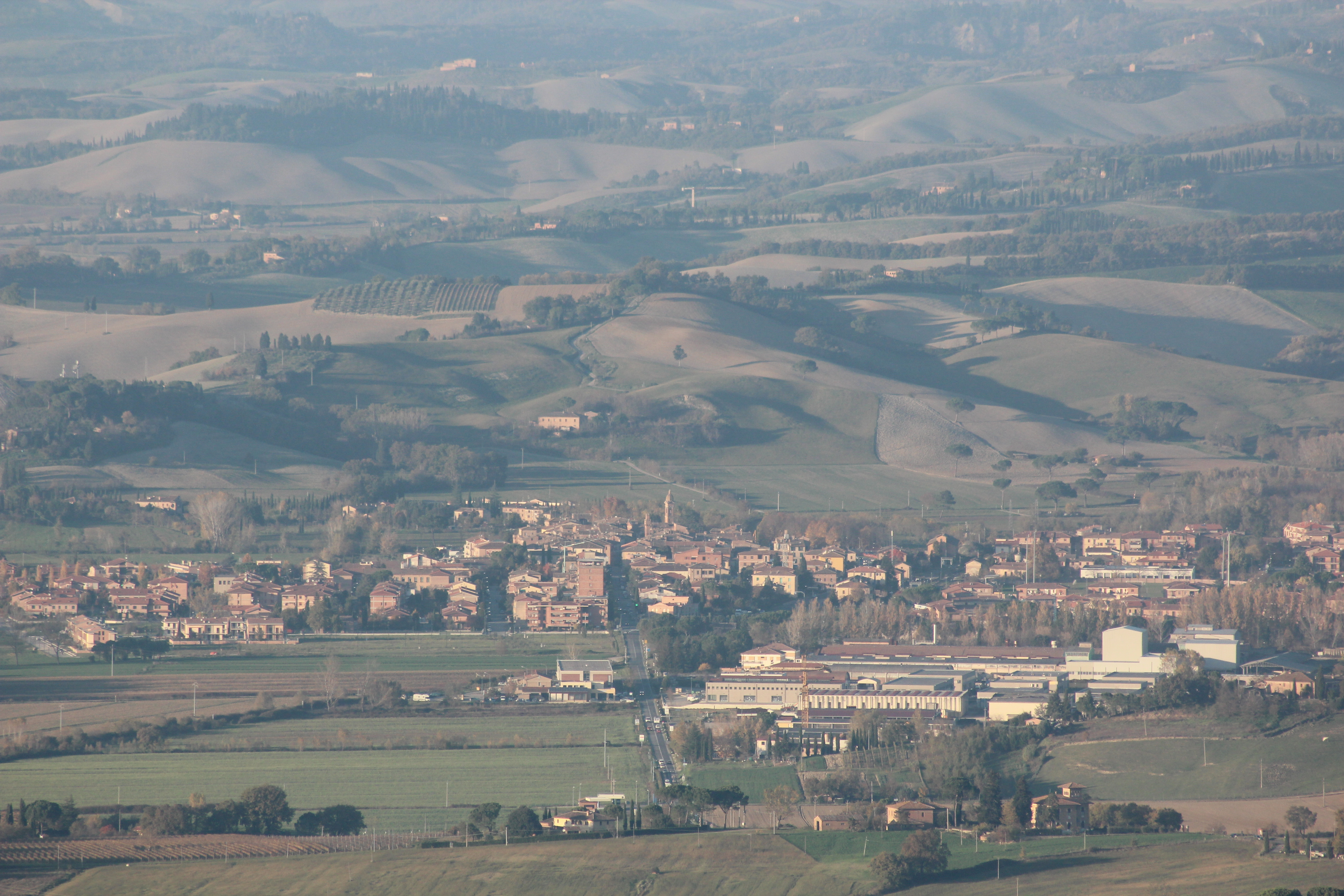
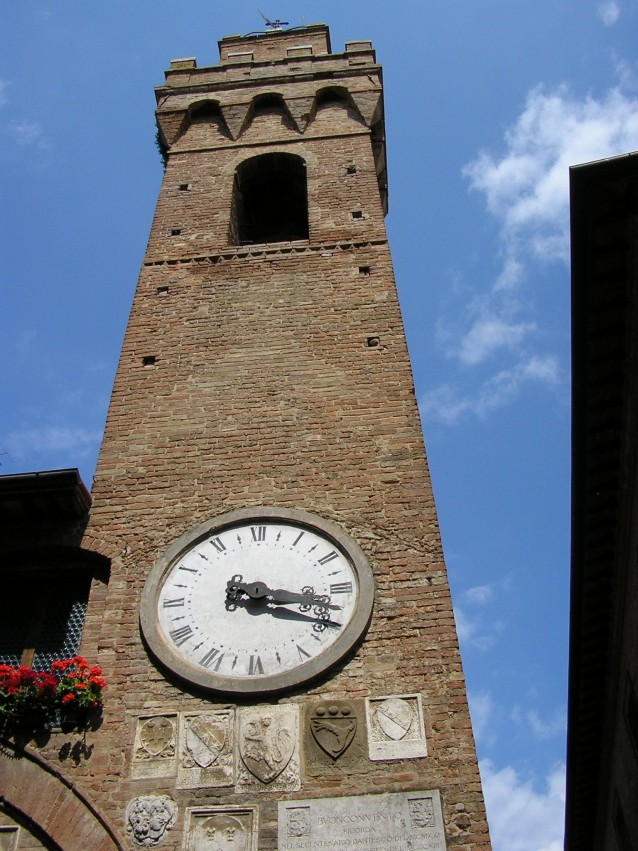
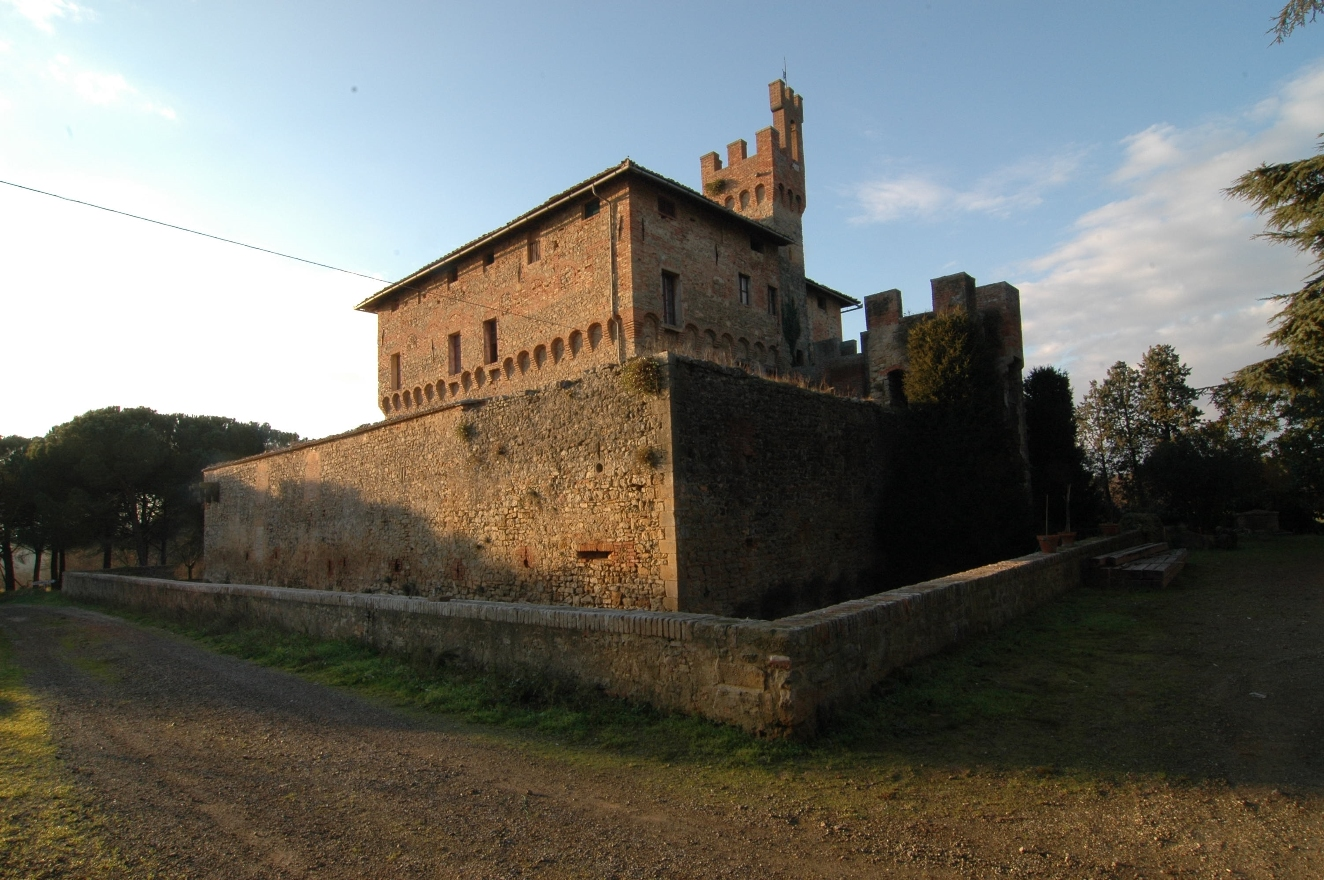
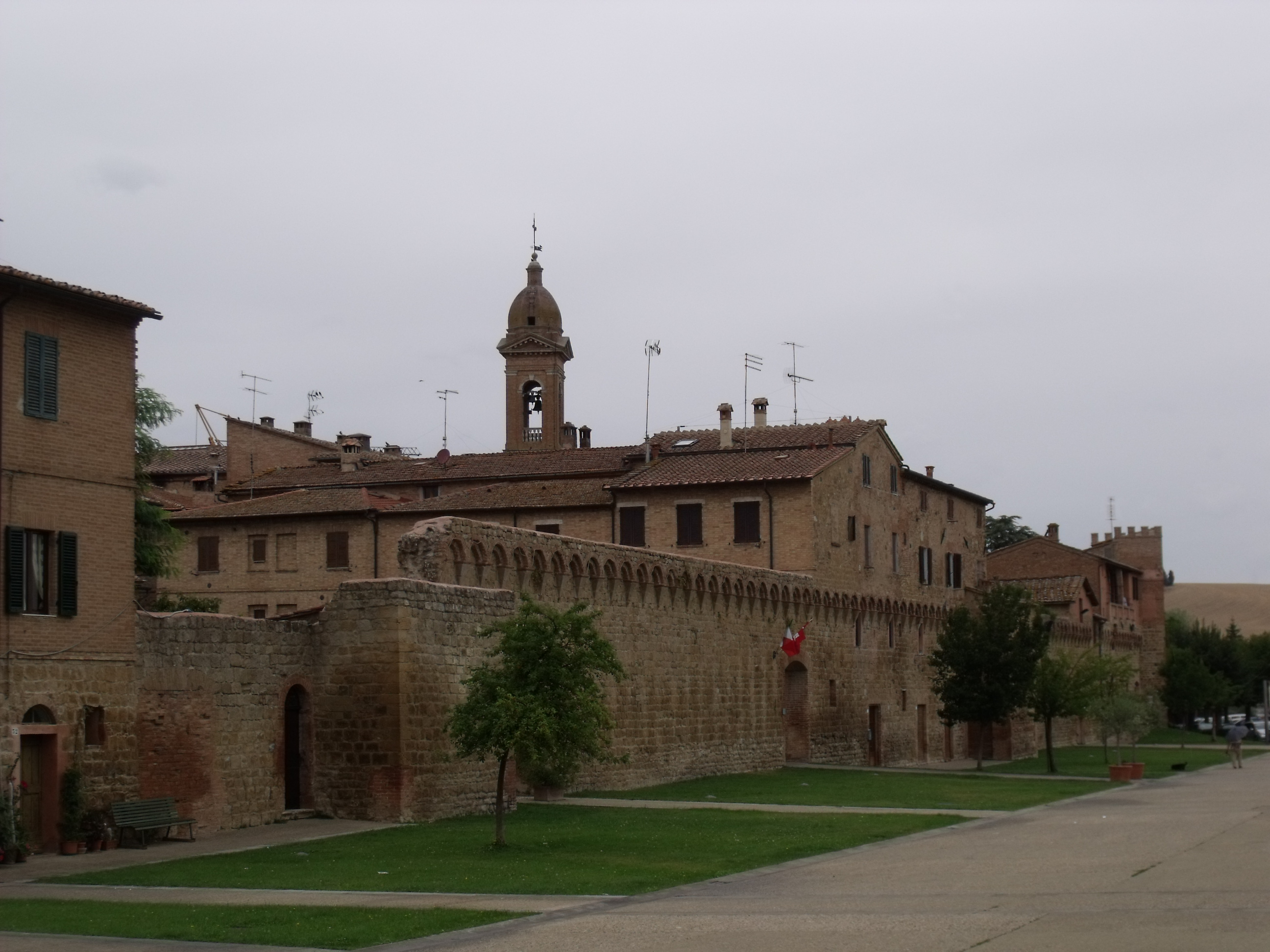
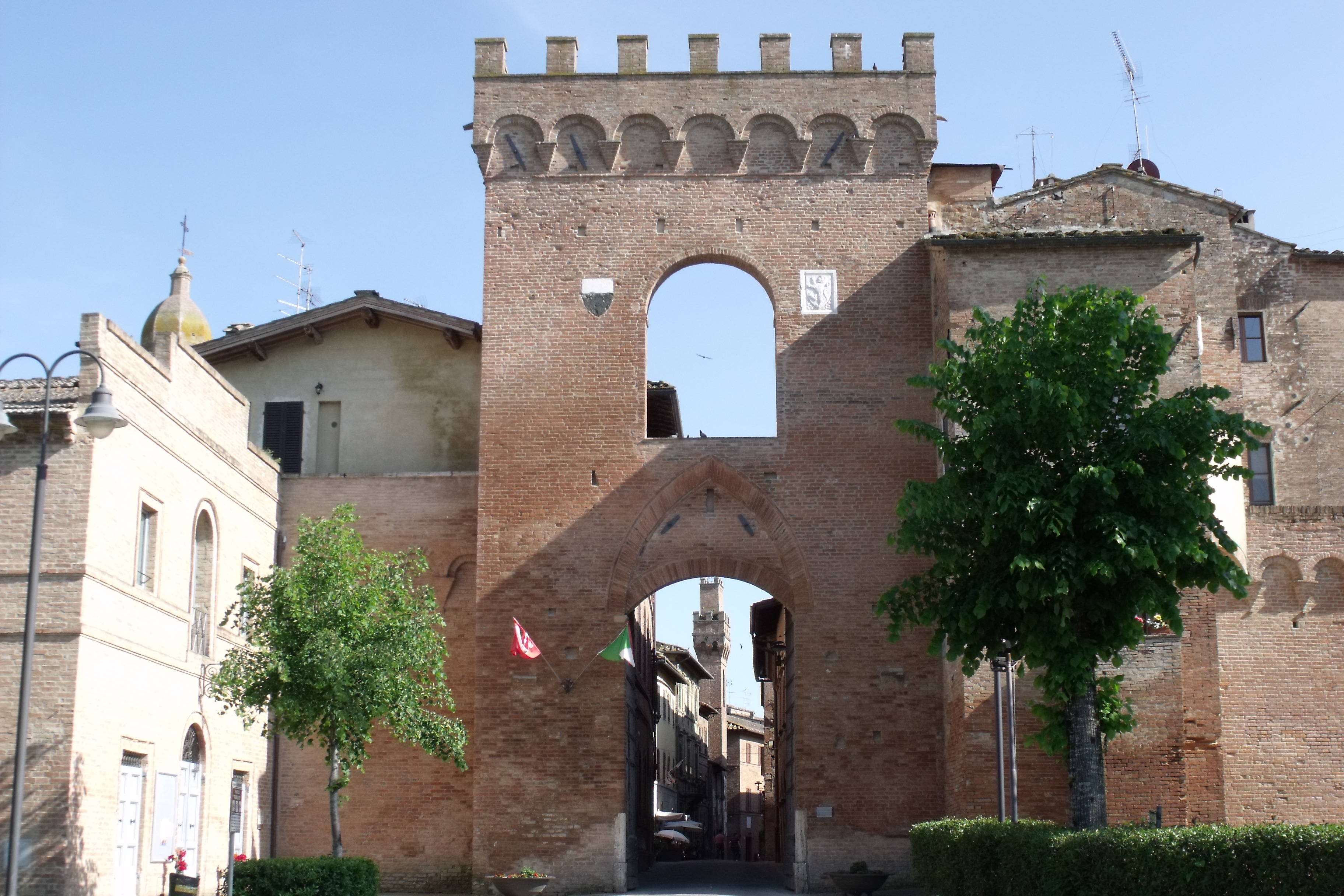
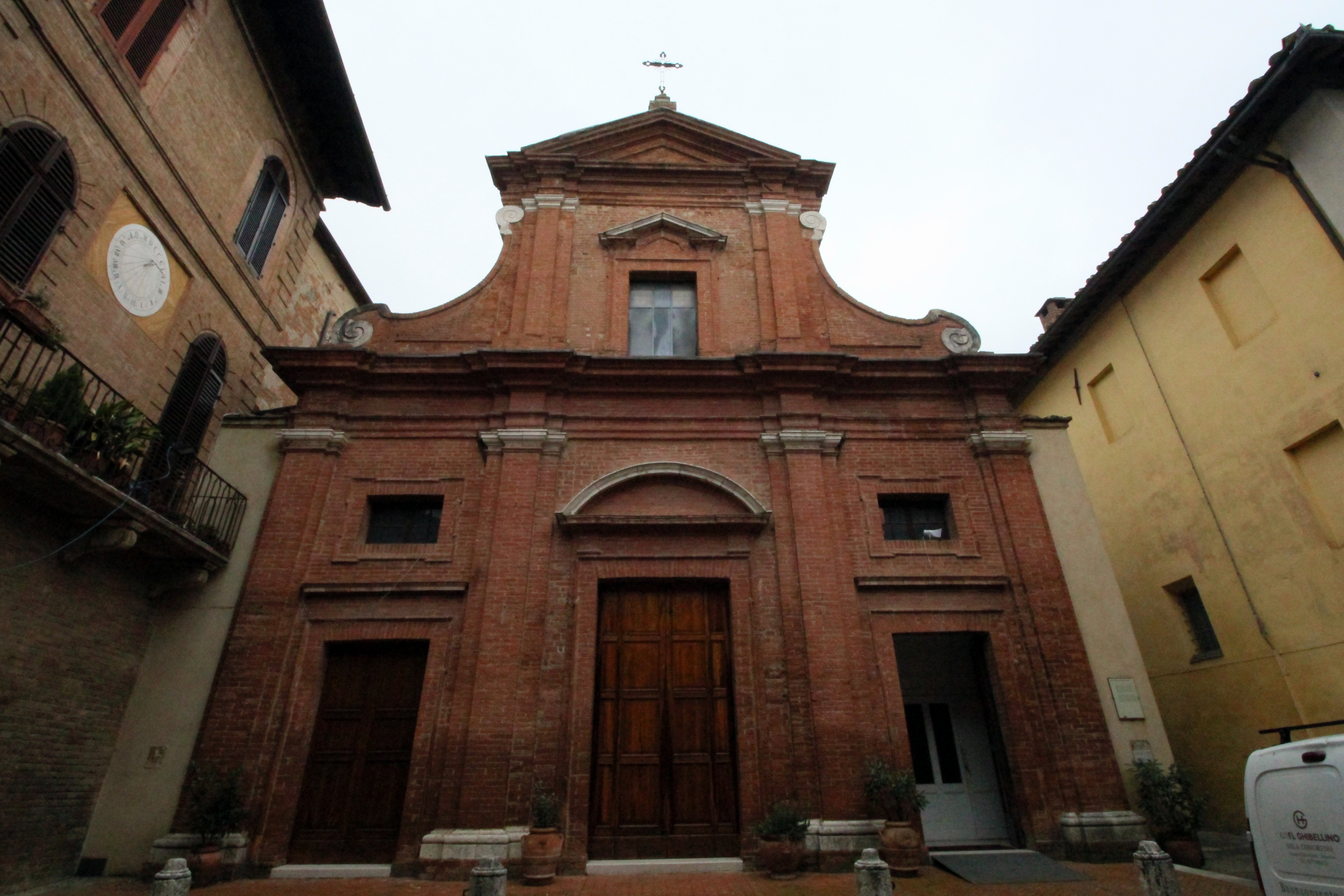
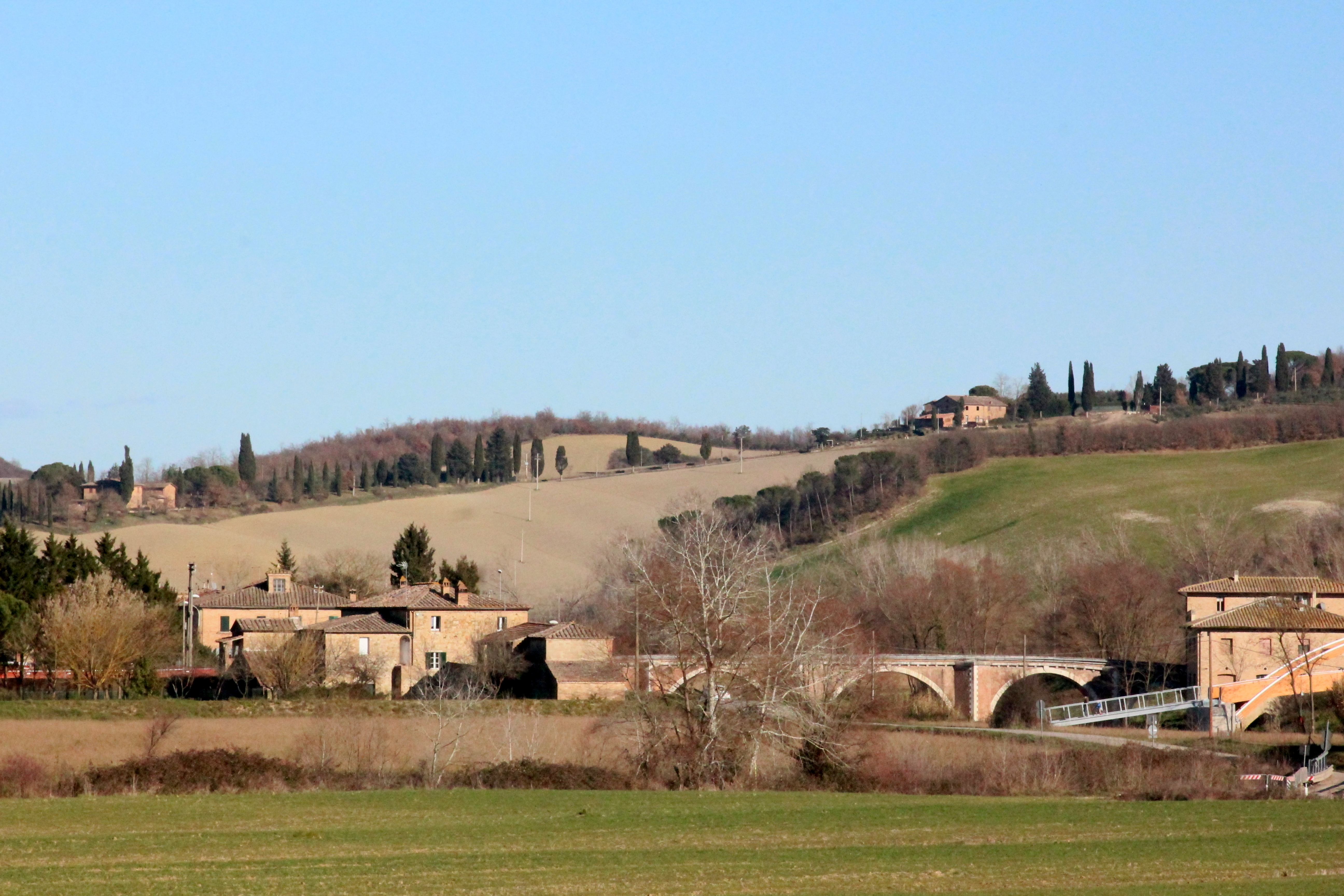
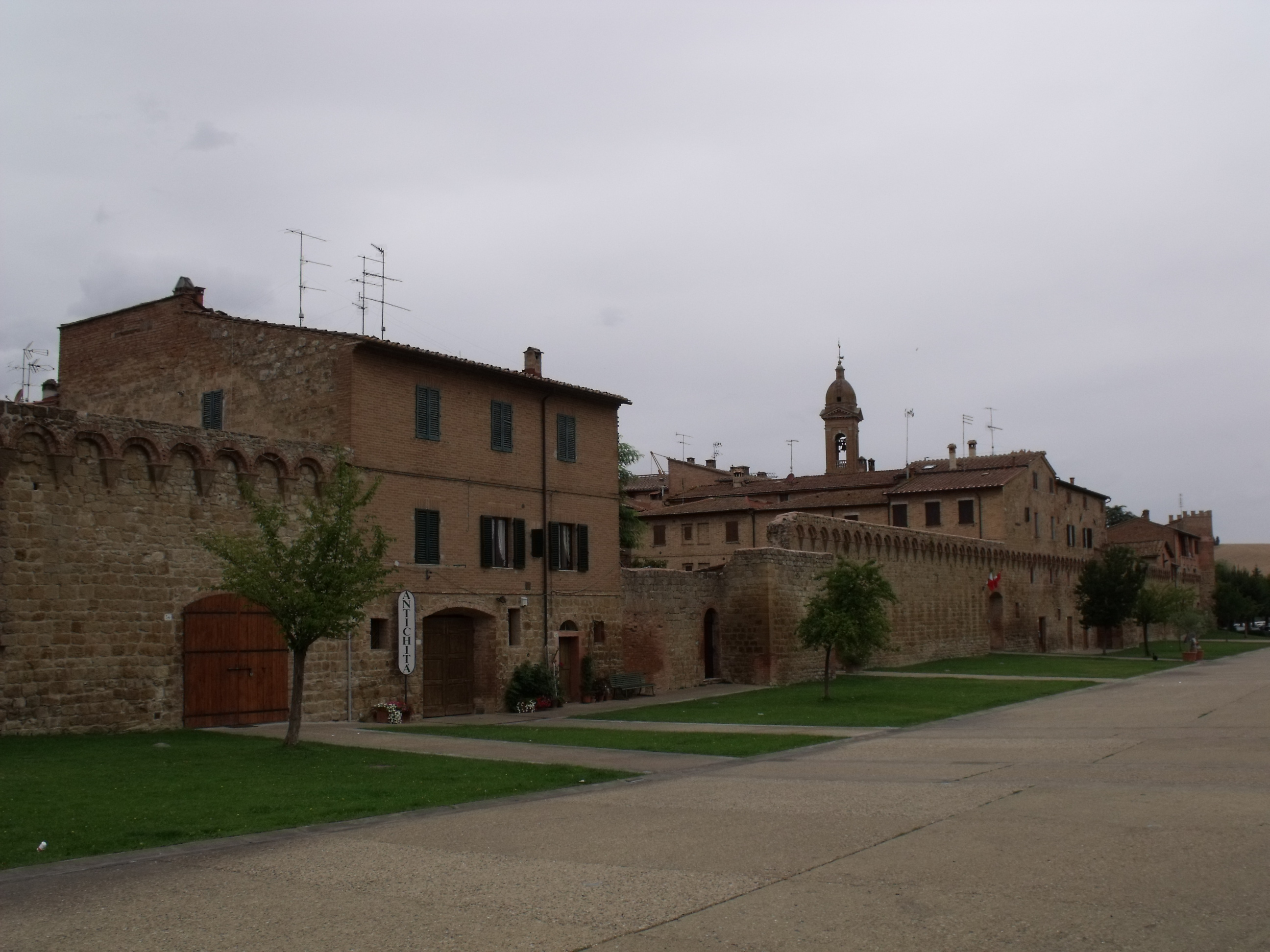
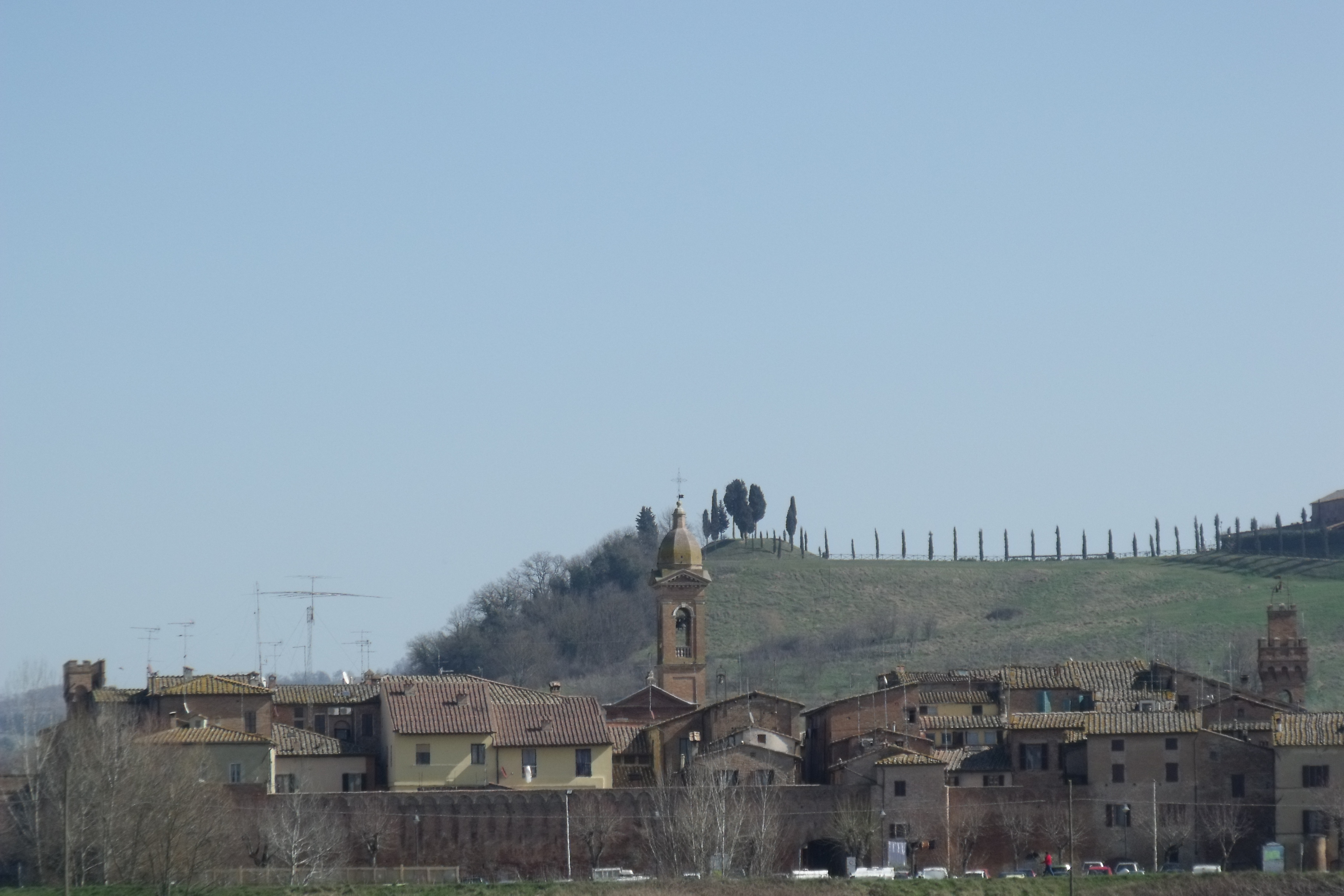
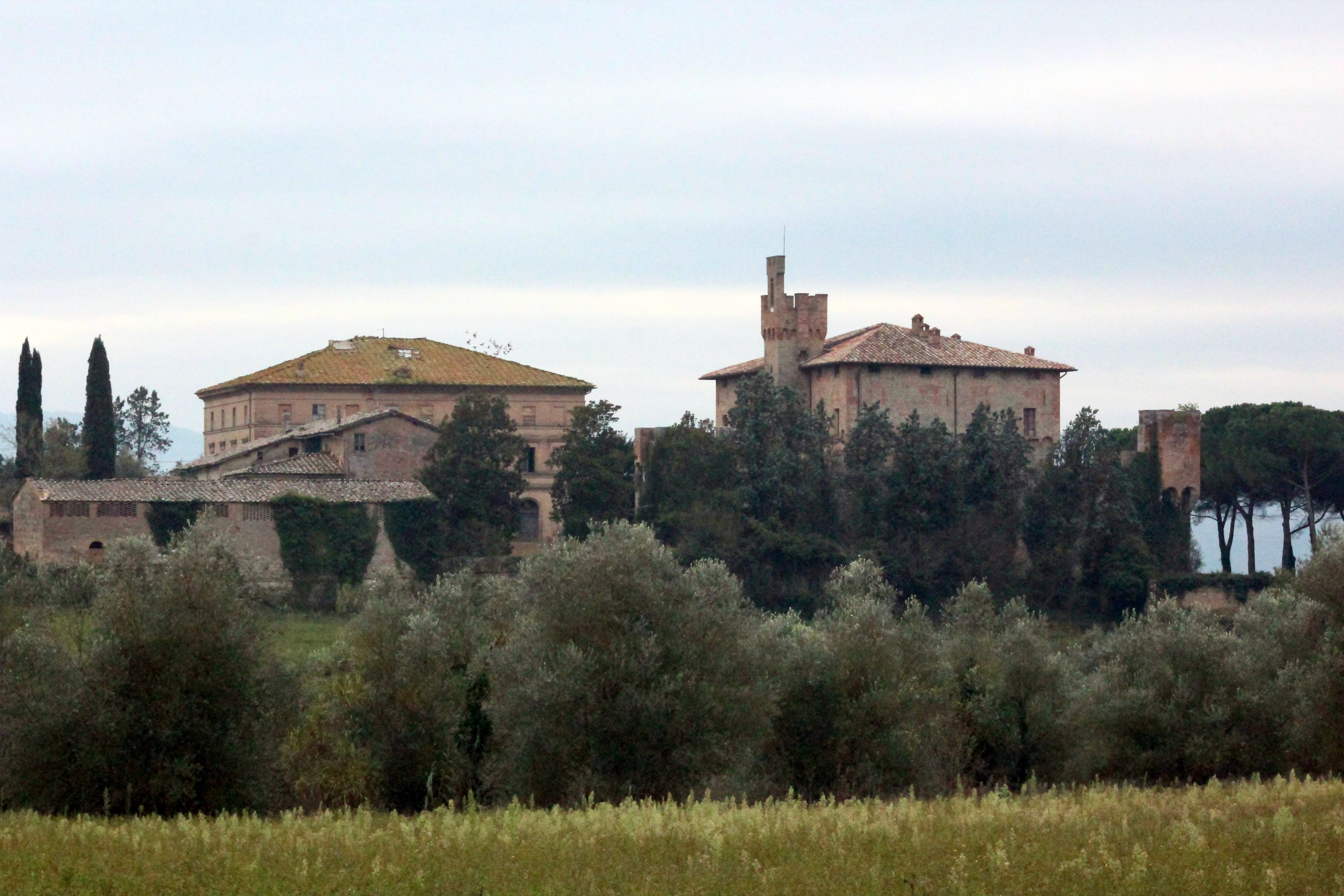
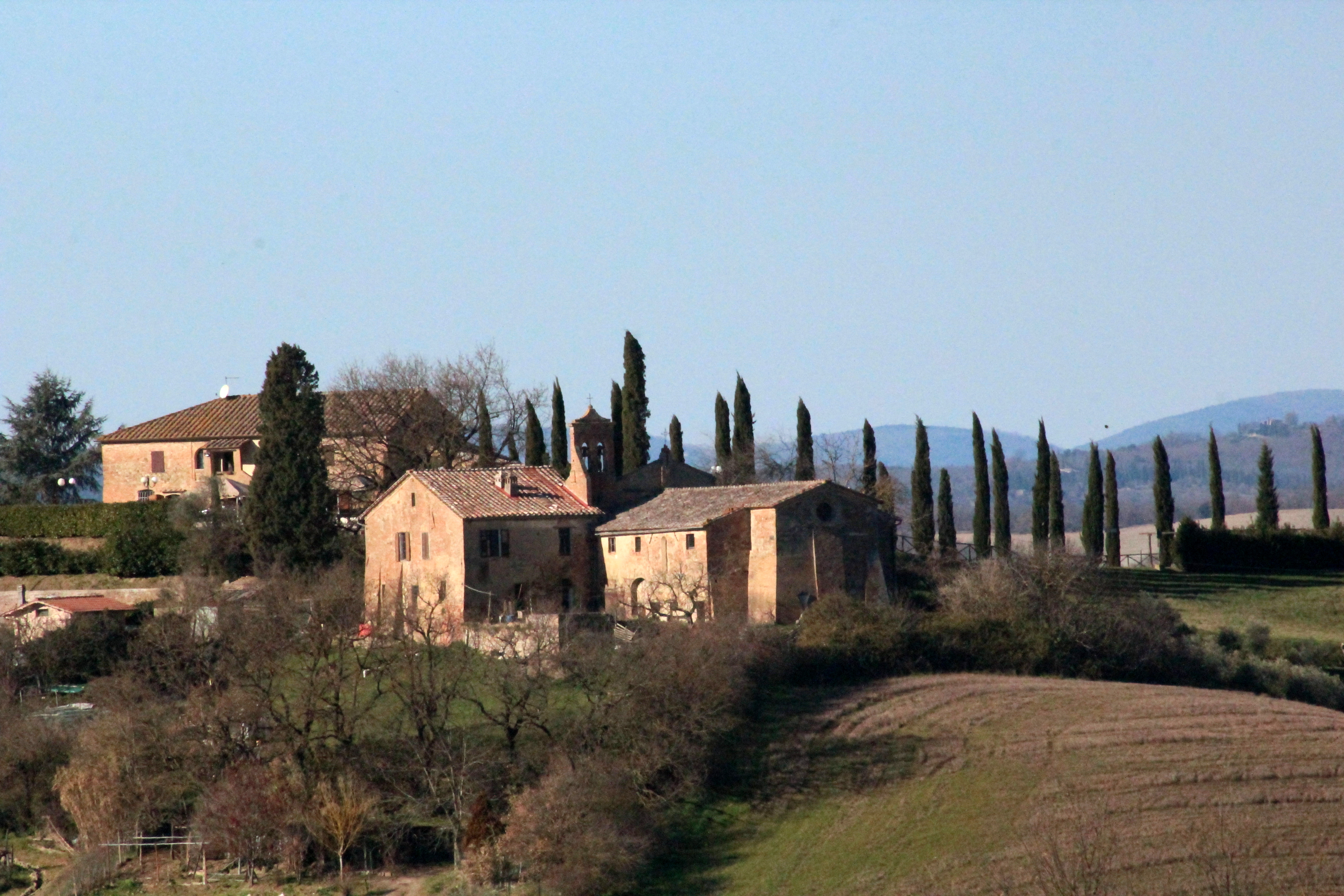
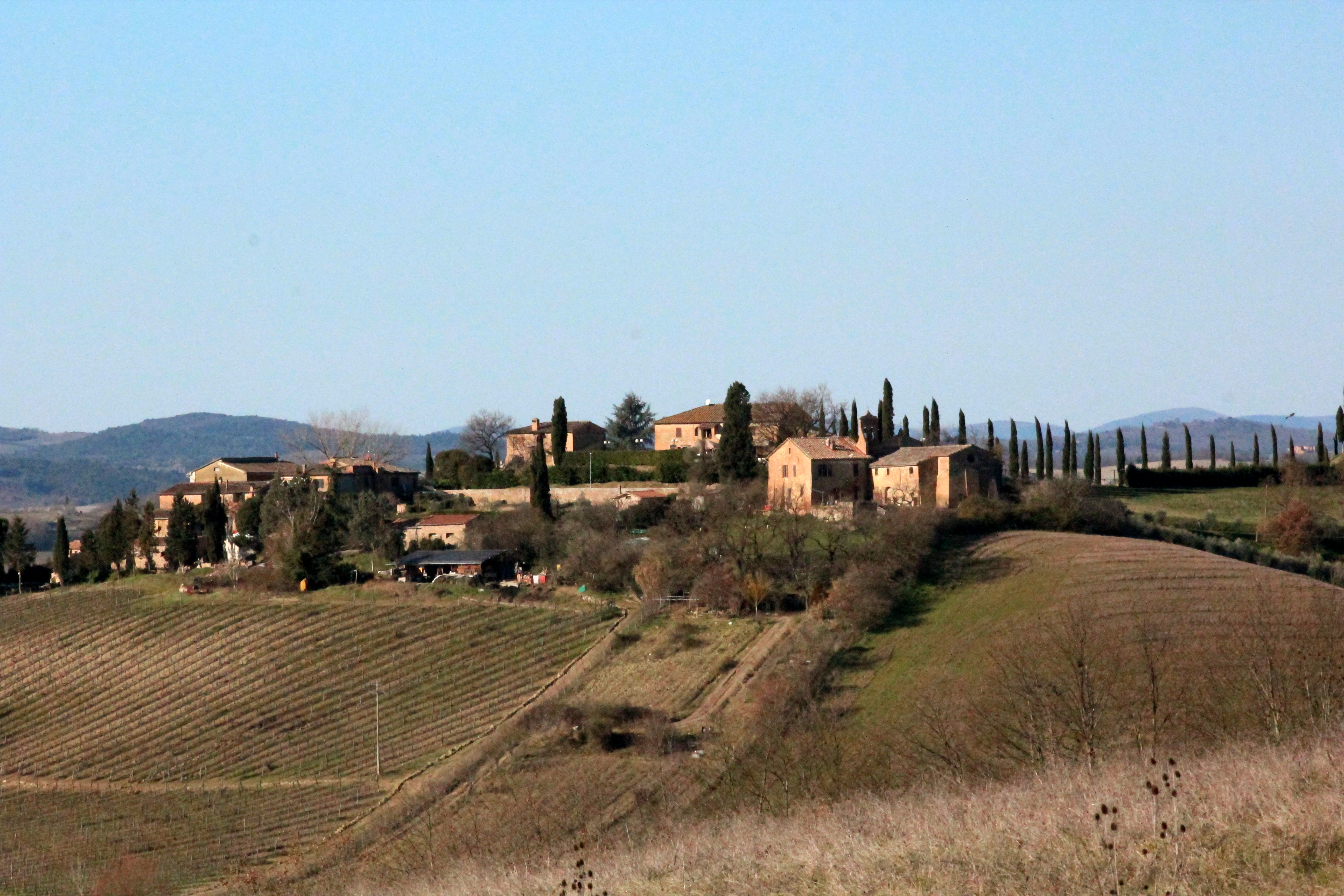